# Volin
Vsevolod Michajlovič Eichenbaum (rusky: Все́волод Михйлович Эйхенбум, 11. srpna 1882 – 18. září 1945), později známý jako Volin, byl ruský anarchista, který se podílel na Ruské a Ukrajinské revoluci. Poté byl vykázán do exilu bolševickou vládou. Byl hlavním šiřitelem anarchistické formy známé jako syntetický anarchismus.

## Životopis
Narodil se ve Voroněžské oblasti v centrálním Rusku, kde oba jeho rodiče pracovali jako doktoři. Po dokončení střední školy odešel studovat právo do Petrohradu. V roce 1904 opustil univerzitu, přidal se ke Straně socialistů-revolucionářů a zapojil se do revolučního dělnického hnutí. Angažoval se v kulturních a vzdělávacích aktivitách. Během nich potkal kněze Georgije Gapona a zapojil se do petičního hnutí. Během Krvavé neděle (1905) byl ve skupině, která byla potlačena vojáky ještě předtím, než se dostala k Zimnímu paláci. Během následujících stávek se ujal vedení a založil první Petrohradský sovět za účelem koordinování pomoci a získávání informací pro dělníky. Sovět byl sice potlačen v prosinci 1905 během Ruské revoluce, ale nakonec byl obnoven během Únorové revoluce roku 1917. Po jeho útěku z vězení roku 1907 odletěl do Francie, kde se díky vlivu dalších ruských anarchistů přidal k místnímu anarchistickému hnutí, jehož nejznámějším členem byl Apollon Karelin.
Sehrál roli v Ruské občanské válce, poté se stal členem anarchistické organizace Nabat a v roce 1919 se stal součástí Machnovy armády. V lednu 1920 byl zatčen bolševiky, ale v říjnu byl společně s dalšími anarchisty propuštěn díky dohodě mezi Sovětským svazem a Machnovou armádou. O měsíc později byl však znovu zatčen. Ve vězení Taganka držel s dalšími vězni hladovku. Kvůli intervenci Mezinárodních rudých odborů byl v létě 1921 vyhoštěn ze země.
Poté žil se svou rodinou v Berlíně, kde napsal 80stránkový pamflet nazvaný Perzekuce anarchistů v sovětském Rusku. Přeložil do němčiny Historii Machnovského hnutí a psal pro ruský anarchistický magazín. Dva roky po tom, co dostal pozvánku od Sébastiena Faureho, aby mu pomohl s psaním Encyclopédie Anarchiste, se přestěhoval do Paříže, kde psal pro encyklopedii a pro další publikace.
Velmi ho zasáhla smrt jeho ženy a během 2. světové války byl nucen se neustále přesunovat z jednoho úkrytu do druhého. Po válce se vrátil do Paříže, ale rozvinula se u něj neléčitelná tuberkulóza, na níž zemřel v září 1945. Zanechal po sobě knihu se svými zkušenostmi z revolucí a občanské války, La Révolution inconnue (Neznámá revoluce), která byla vydána po jeho smrti.

## Syntetický anarchismus
Volin byl plodný spisovatel a anarchistický intelektuál, který sehrál důležitou roli v organizování Nabatu. Konfederace anarchistických hnutí Nabat, byla anarchistická organizace, která se rozvinula na Ukrajině během let 1918 až 1920. Území, na kterém působilo se také nazývá jako Machnovščyna, ačkoli Nabat působil i v některých velkých městech na jihu Ukrajiny.
Organizace nebyla rozhodnutá, ke které z větví anarchismu se přiklonit. Volin proto chtěl vytvořit platformu, která propojuje tři hlavní větve anarchismu: anarchosyndikalismus, anarchokomunismus a anarchoindividualismus. Návrh přednesený Nabatu k prosazení syntetického anarchismu obsahoval větu: "Tyto tři prvky (syndikalismus, komunismus, individualismus) jsou tři aspekty jednouduchého procesu budování organizované dělnické třídy pro anarchokomunistickou společnost, ve které materiál slouží jen k naplnění lidské nezávislosti."
Anarchistické hnutí ve většině zemí bylo rozděleno na tři větve. Tím pádem by její sjednocení znamenalo zefektivnění celého anarchistického hnutí.

### Anglicky
- Volin The Unknown Revolution, 1917-1921
- Pjotr Aršinov, History of the Makhnovist Movement (1918-1921)
- Rudolf Rocker, Rudolf Rocker's introduction to Voline's The Unknown Revolution

### Rusky
- Волин Всеволод Михайлович

### Francouzsky
- Voline, La Révolution inconnue